# 嘉平陵
嘉平陵中国赫连勃勃的陵墓，位于陕西省延安市延川县南35公里稍道乡张家山村的白浮图寺旁。墓为圆丘形，夯筑。高8米，周长60米。其北为白浮图寺，内塑赫连勃勃像。